# 山手八番館
山手八番館（やまてはちばんかん）は、兵庫県神戸市北野町にある異人館。旧サンセン邸とも。
大正時代、サンセンの自邸として建設された。チューダー様式の塔屋が3棟連結する個性的な外観で、館内はロダン、ブールデル、ベルナール、レンブラントをはじめとする西洋と東洋の彫刻を中心とする美術品が所狭しと飾られている。

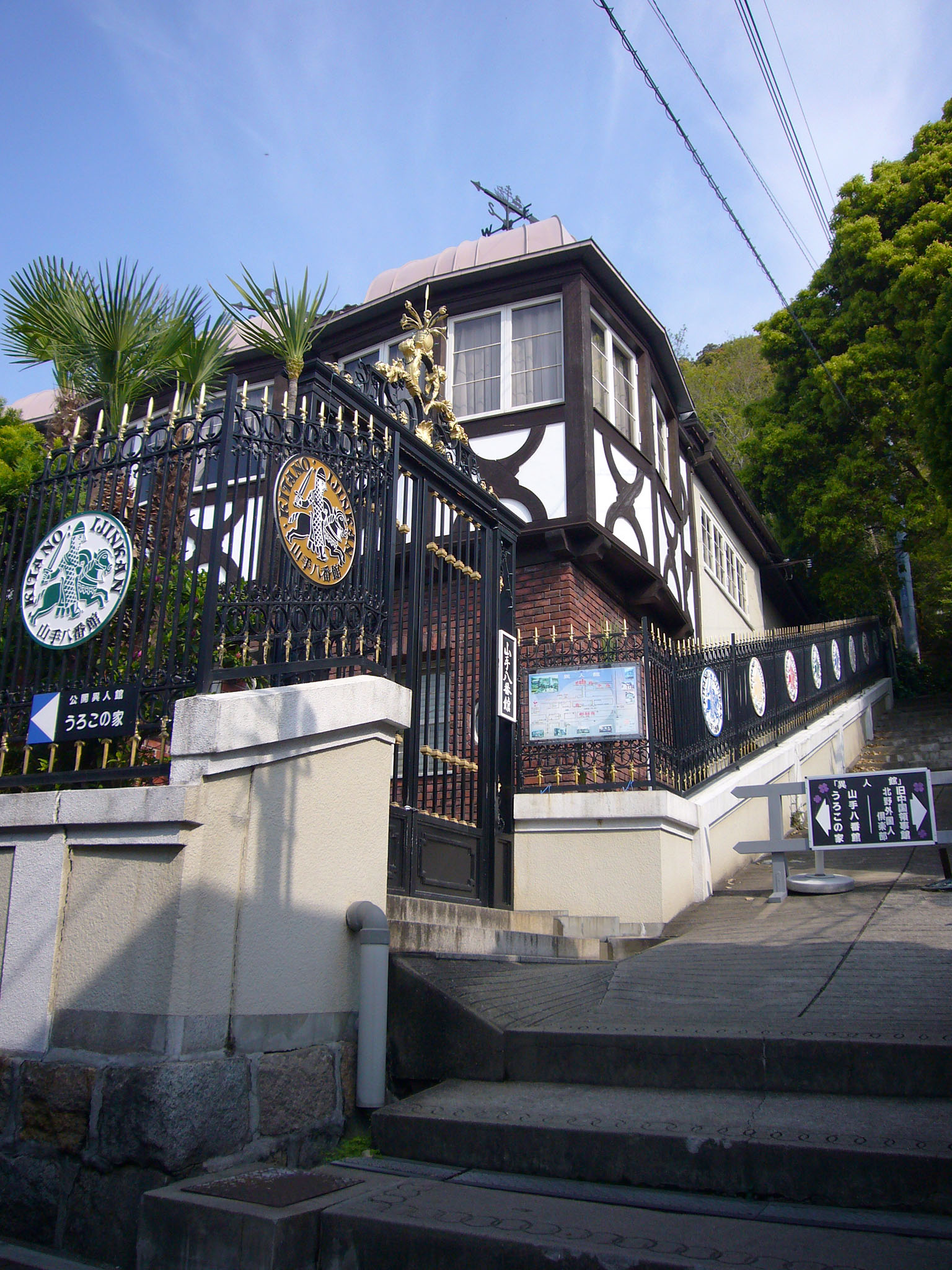
山手八番館

## 主な展示品
- ロダン 「ナルキッソス」
- ブールデル「自刻像」
- ルノアール「裸婦」
- デューラー「聖母子」（版画）
- ホガース「娼婦の遍歴」6枚組（版画）
- 「名仏」（ガンダーラ、3世紀）、
- 「仏頭」（タイ、13、14世紀頃）
- ステンドグラス（ドイツ、16、17世紀）
- 「サタンのイス」2脚
- 木彫（東アフリカ、マコンデ族の原始美術）

## 利用情報
- 開館時間 - 9～18時（冬期は～17時）
- 休館日 - 年中無休
- 所在地 - 兵庫県神戸市中央区北野町2-20-1

## 交通アクセス
- 山陽新幹線　新神戸駅　徒歩15分
- JR 三ノ宮駅　徒歩20分
- 阪急　神戸三宮駅　徒歩20分
- 阪神　神戸三宮駅　徒歩20分
- 地下鉄西神・山手線　三宮駅　徒歩20分
- 地下鉄海岸線　三宮・花時計前駅　徒歩20分
- ポートライナー 三宮駅　徒歩20分

## 周辺情報
- 北野町山本通
  - うろこの家・うろこ美術館（隣接）
  - イタリア館・プラトン装飾美術館
  - 旧ドレウェル邸（ラインの館）
  - 北野外国人倶楽部（旧ブリューガー邸）
  - 展望塔の家
  - 旧サッスーン邸

座標: 北緯34度42分11秒 東経135度11分27.6秒 / 北緯34.70306度 東経135.191000度